# Бужа-Тау
Бужа-Тау, Бужа (на картах — Бузя) — гора в Ишимбайском районе Башкортостана Российской Федерации. Находится в Гумеровском ущелье. У подножия горы находится деревня Гумерово (историческое, а также местное название Бужа). Стало широко известно общественности в 2012 году после начала разработки Гумеровского месторождения, для которого потребовалось проводить работы на горе
К северу находится гора Муксим. Между Бужа-тау и Муксимом по берегу р. Зиган проходит пешеходная тропа, идущая от деревни Гумерово к туристической стоянке и далее к пещере Вак карагай карши (Медвежья пещера).
Гору с востока и севера огибает р. Зиган. «Южнее д. Гумерово и горы Бузи р. Зиган выходит из гор и вступает в пределы предгорий».